# Hermanas de San Juan Evangelista
La Congregación de Hermanas de San Juan Evangelista es una congregación religiosa católica femenina, de vida apostólica y de derecho pontificio, fundada por el sacerdote colombiano Jorge Murcia Riaño, en Bogotá, en 1932. A las religiosas de este instituto se les conoce como hermanas juanistas.

## Historia
La congregación fue fundada en por el sacerdote colombiano Jorge Murcia Riaño el 8 de diciembre de 1932, con el nombre de Compañía de San Juan Evangelista, con el fin de que sus miembros se dedicaran a la promoción social de la mujer. A la muerte del fundador, en 1944, el sacerdote Jorge Angarita Pardo fue quien consolidó el proyecto, animando a las primeras hermanas y atrayendo nuevas vocaciones. Angarita también fue el encargado de escribir las primeras constituciones del instituto, junto a la primera superiora general, Blanca Ramírez. Ambos consiguieron la aprobación diocesana de la congregación.
El instituto recibió la aprobación pontificia, mediante decretum laudis de 1971, del papa Pablo VI.

## Organización
La Congregación de Hermanas de San Juan Evangelista es un instituto religioso de derecho pontificio, internacional y centralizado, cuyo gobierno es ejercido por una superiora general. La sede central se encuentra en Bogotá (Colombia).
Las hermanas juanistas tienen como principio fundamental la promoción social con el pueblo trabajador, preferentemente con la juventud y las mujeres, brindando apoyo y atención en su situación de vulnerabilidad o marginación. En 2017, el instituto contaba con 67 religiosas y 18 comunidades presentes en Colombia, Haití, México, República Dominicana y Venezuela.